# セビア郡 (アーカンソー州)
セビア郡（英: Sevier County）は、アメリカ合衆国アーカンソー州の南西部に位置する郡である。2010年国勢調査での人口は17,058人であり、2000年の15,757人から8.3%増加した。郡庁所在地はデクィーン市（人口6,594人）であり、同郡で人口最大の都市でもある。セビア郡は1828年10月17日に州内16番目の郡として設立され、郡名はアーカンソー州選出アメリカ合衆国上院議員アンブローズ・セビアに因んで名付けられた。アルコールの販売が禁止されている禁酒郡である。

## 歴史
セビア郡は1828年10月17日に州議会によって設立された。ヘンプステッド郡とミラー郡から領域が取られた。その5日後の10月22日、議会は郡の領域を広げ、レッド川の南の土地まで編入した。ヘンプステッド郡、ミラー郡、クロウフォード郡と境を接し、さらにインディアン準州のチョクトー族領土とも接していた。セビア郡の設立は11月1日に有効となった。
郡成立後、郡庁所在地は何度か変わった。最初はパラクリフタに置かれた。1871年、ロックス家が広さ120エーカー (480,000 m2) の土地を寄付し、その結果郡庁はロックスバーグに移転した。1905年、今度は現在のデクィーンに移転された。セビア郡は「湖の国」と知られ、「果物と花の国」あるいは「友好的な人々の故郷」とも呼ばれる。郡内の半径35マイル (56 km) 以内に5つの湖、5つの河川と森林がある。

## 地理
アメリカ合衆国国勢調査局に拠れば、郡域全面積は581.35平方マイル (1,505.7 km2)であり、このうち陸地563.94平方マイル (1,460.4 km2)、水域は17.41平方マイル (45.1 km2)で水域率は2.99%である。

### 主要高規格道路
- アメリカ国道59号線
- アメリカ国道70号線
- アメリカ国道71号線
- アメリカ国道371号線
- アーカンソー州道24号線
- アーカンソー州道27号線
- アーカンソー州道41号線
- アーカンソー州道24号線

### 隣接する郡
- ポーク郡 - 北
- ハワード郡 - 東
- ヘンプステッド郡 - 南東
- リトルリバー郡 - 南
- マカーテン郡 (オクラホマ州) - 西

### 国立保護地域
- ポンドクリーク国立野生生物保護区

## 人口動態

人口ピラミッド

以下は2000年の国勢調査による人口統計データである。
| 基礎データ - 人口: 15,757人 - 世帯数: 5,708 世帯 - 家族数: 4,223 家族 - 人口密度: 11人/km2（28人/mi2） - 住居数: 6,434軒 - 住居密度: 4軒/km2（11軒/mi2） 人種別人口構成 - 白人: 79.61% - アフリカン・アメリカン: 4.94% - ネイティブ・アメリカン: 1.82% - アジア人: 0.13% - 太平洋諸島系: 0.06% - その他の人種: 11.84% - 混血: 1.61% - ヒスパニック・ラテン系: 19.72% 郡民の17.32%は家庭でスペイン語を話している。 年齢別人口構成 - 18歳未満: 28.2% - 18-24歳: 9.5% - 25-44歳: 27.7% - 45-64歳: 21.3% - 65歳以上: 13.2% - 年齢の中央値: 34歳 - 性比（女性100人あたり男性の人口） - 総人口: 99.1 - 18歳以上: 97.0 | 世帯と家族（対世帯数） - 18歳未満の子供がいる: 36.4% - 結婚・同居している夫婦: 59.3% - 未婚・離婚・死別女性が世帯主: 10.0% - 非家族世帯: 26.0% - 単身世帯: 22.8% - 65歳以上の老人1人暮らし: 11.0% - 平均構成人数 - 世帯: 2.73人 - 家族: 3.19人 収入と家計 - 収入の中央値 - 世帯: 30,144米ドル - 家族: 34,560米ドル - 性別 - 男性: 25,709米ドル - 女性: 17,666米ドル - 人口1人あたり収入: 14,122米ドル - 貧困線以下 - 対人口: 19.2% - 対家族数: 14.4% - 18歳未満: 26.9% - 65歳以上: 14.2% |

## 都市と町
| - ベンロモンド - デクィーン - 郡庁所在地 | - ギラム - ホレイショ | - ロックスバーグ |

## 郡区
アーカンソー州の郡はさらに郡区に小区分されている。各郡区には未編入領域と、編入済み自治体がある。現代の郡区にはその維持目的が限られたものになっている。アメリカ合衆国国勢調査局は郡区を元に人口を集計している。また系図調査など歴史的な目的には価値がある。1つ以上の郡区に入っている町や都市は統計調査に基づいて扱われる。セビア郡の郡区は下記リストの12区であり、その中に含まれる町や都市を括弧書きしている。
- ベアクリーク（デクィーンの大半）
- ベンロモンド（ベンロモンド）
- バックホーン
- クリアクリーク（ホレイショ）
- ジェファーソン
- ミルクリーク
- ミネラル（ギラム）
- モンロー（デクィーンの小部分）
- パラクリフタ
- レッドコロニー（ロックスバーグ）
- セイリーン
- ワシントン